# 埃吉迪厄斯
埃吉迪厄斯（？—465年秋），罗马帝国晚期将领，皇帝马约里安的支持者，在马约里安被杀后割据自立，在高卢北部建立了一个事实上的独立政权。该政权在他去世后由其子夏克立乌斯继承，后世史学中称之为“苏瓦松王国”。

## 生平

### 早年经历
埃吉狄乌斯出身于高卢罗马贵族家庭，在埃提乌斯担任罗马西部全军统帅时就已经在军队中服役。

### 效忠马约里安
457年，马约里安和里西梅尔推翻了皇帝阿维图斯，马约里安成为新皇帝。埃吉狄乌斯显然加入了该派系，并且在次年得到了高卢大区军事统帅（magister militum）的职务作为回报。此后他在马约里安指挥下迫使西哥特人重新臣服，基本平定了高卢地区。

### 割据自立
461年，里西梅尔推翻且杀死马约里安，拥立了傀儡皇帝利比乌斯·塞维鲁，埃吉狄乌斯拒绝向新皇帝效忠，并且可能直接效忠于同样不承认傀儡皇帝的东部皇帝利奥一世以寻求合法地继续领导高卢罗马军队。
利比乌斯·塞维鲁则罢免了他的高卢军事统帅职务，以他的政敌和前任阿格里皮努斯取代。不过利比乌斯·塞维鲁的政权基本只能控制意大利，埃吉狄乌斯则以所辖高卢北部地区为基础形成独立领地。并在463年的奥尔良战役中击败了被里西梅尔唆使向北扩张的西哥特人。

### 逝世
465年秋，埃吉狄乌斯去世，他的儿子夏克立乌斯继承了对高卢北部的统治，历史学中被称为苏瓦松王国。

## 争议
埃吉狄乌斯的头衔存在许多争议。在都尔的额我略所写的《法兰克人史》（Historia Francorum）中，他除了是高卢地区的军事统帅（magister militum）之外，还一度被选举为法兰克人之王（rex）。而8世纪的《法兰克人史纪》除了将他称为罗马人之王（Romanorum rex）外，又将他记载为罗马人的第一公民（principem Romanorum），即罗马皇帝。